# Thaumantis noureddin
Thaumantis noureddin är en fjärilsart som beskrevs av John Obadiah Westwood 1851. Thaumantis noureddin ingår i släktet Thaumantis och familjen praktfjärilar. IUCN kategoriserar arten globalt som livskraftig. Inga underarter finns listade i Catalogue of Life.